# Små-Bodvalltjärnarna
Små-Bodvalltjärnarna är en sjö i Sollefteå kommun i Ångermanland och ingår i Ångermanälvens huvudavrinningsområde.